# Herca (miasto)
Herca (ukr. Герца, rum. Herța) – miasto na Ukrainie, w obwodzie czerniowieckim na Bukowinie, siedziba władz rejonu hercańskiego.

## Historia
Pierwsza wzmianka pochodzi z 1437. Miasto od 1940.
W 1989 liczyło 2360 mieszkańców. W 2013 liczyło 2122 mieszkańców.

## Przypisy

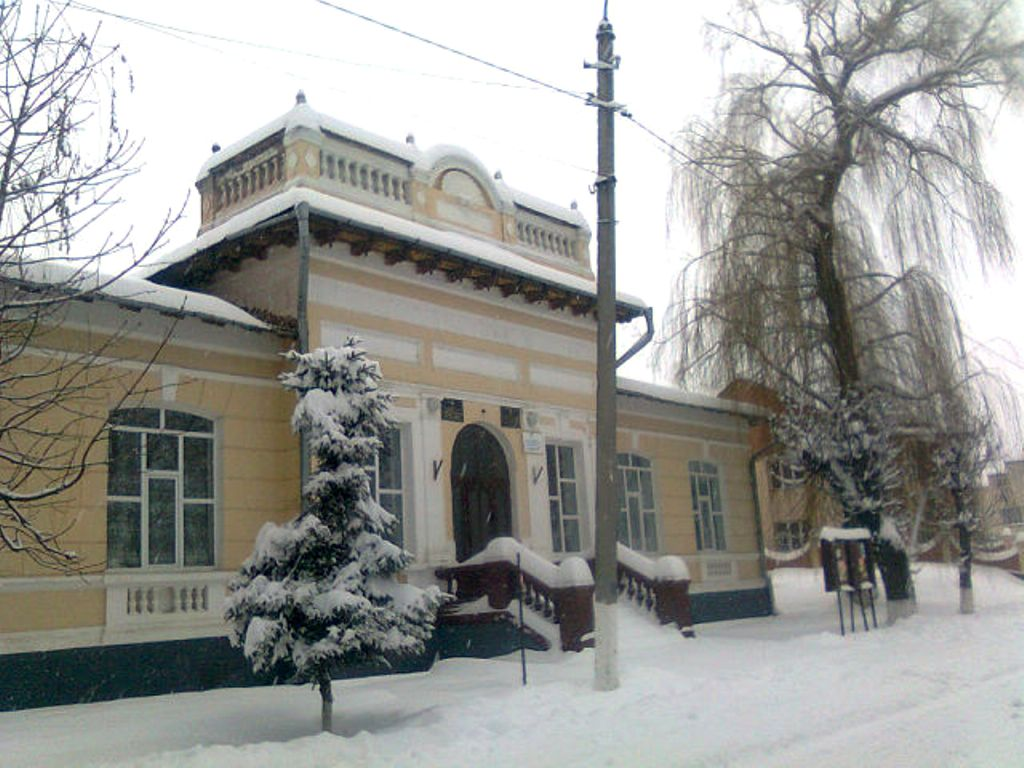
Dawna synagoga, obecnie Pałac kultury

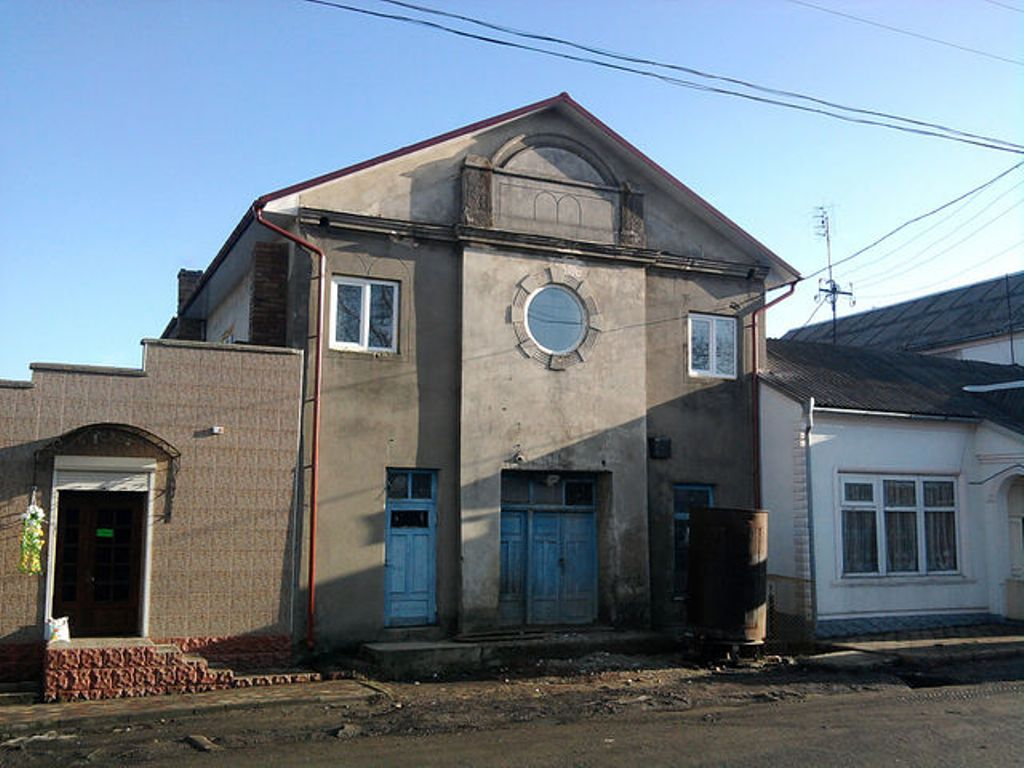
Dawna synagoga